# Västergötlands runinskrifter 65
Vg 65 är en urnordisk (160-520/530) runsten av röd granit i Norra Vånga kyrka, Norra Vånga socken och Vara kommun. Runsten Vg 65 är av grå granit, 0,9 m hög, 0,7 m bred och 0,25-0,3 m tjock. Inskription är på den åt SSÖ vettande plana sidan. Runhöjd är 12-13 cm. Stenen har tidigare varit inmurad i tornet på den gamla kyrkan som revs 1875. Sin nuvarande plats fick stenen år 1936. Runstenen är ristad med den urnordiska runraden som innehåller 24 tecken. Enligt Västergötlands runinskrifter lyder inskriften: "haukoþuʀ" vilket kan vara ett mansnamn. Uppmålad 1968 och 1988.

## Inskriften
Translitterering av runraden:
haukoþuz
Normalisering till runsvenska:
Haukoþuz(?)/Habukoþuz(?)
Översättning till nusvenska:
Hakoþuz
Liknande namnet finns på närliggande Vg 63.